# Micropolitique
« Micropolitique » est une catégorie utilisée par Félix Guattari à la fois pour délimiter, théoriquement, un certain niveau d'observation des pratiques sociales : leur économie inconsciente, là où se manifeste une certaine plasticité dans l'articulation du désir et de l'institution ; et, pratiquement, pour définir, dans un monde ségrégué, le champ d'intervention de « ceux dont la profession consiste à s'intéresser au discours de l'autre ».

« Nous sommes embarqués dans ce processus de division sociale générale de la production sociale de la subjectivité et il n'y a pas de retour. Mais pour cette raison même nous devons interpeller [...] tous ceux dont la profession consiste à s'intéresser au discours de l'autre. Ils se trouvent à un carrefour politique et micropolitique fondamental. Ou bien ils vont faire le jeu de cette reproduction de modèles qui ne permettent pas de créer de sorties pour les processus de singularisation, ou bien au contraire ils vont travailler pour le fonctionnement de ces processus dans la mesure de leurs possibilités et des agencements qu'ils réussiront à faire fonctionner. Cela veut dire qu'il n'y a aucune objectivité scientifique dans ce champ, ni même une supposée neutralité dans la relation, comme la supposée neutralité analytique. [...] Les gens qui, dans les systèmes thérapeutiques ou dans l'université, se considèrent comme de simples dépositaires ou canaux de transmission d'un savoir scientifique ont déjà pris, pour cette seule raison, une position réactionnaire. Quelle que soit leur innocence ou leur bonne volonté, ils occupent une position de renforcement des systèmes de production de la subjectivité dominante. Il ne s'agit pas d'un destin de leur profession. »

— Félix Guattari et Suely Rolnik, Micropolitiques, Les Empêcheurs de penser en rond, Paris, 2007, p. 43-44
Le terme de Micropolitique a un autre sens donné par l'essayiste néolibéral Madsen Pirie et ses partisans. Dans ses ouvrages, il appelle « micropolitique », une stratégie de libéralisation de l'économie passant par des politiques incitatives (par exemple, de fortes indemnités de départ volontaire) plutôt qu'une confrontation idéologique directe avec les partisans de l'interventionnisme.